# Smaragdskink
De smaragdskink (Lamprolepis smaragdina) is een hagedis uit de familie skinken (Scincidae).

## Verspreiding en habitat
De soort komt voor in delen van Azië en leeft in de landen en eilandengroepen Indonesië, Oost-Timor, de Salomonseilanden, Marshalleilanden, Admiraliteitseilanden, Taiwan, de Filipijnen en verschillende eilanden in Micronesië. De ondersoort L. s. philippinica is endemisch op de Filipijnen.
De habitat bestaat uit vochtige, begroeide gebieden zoals tropische regenwouden. Zowel in licht begroeide streken als in dichte bossen wordt de hagedis gevonden. Het is een bewoner van hogere delen van bomen, net onder de kruin. De skink bevindt zich meestal op een hoogte van meer dan vijf meter.

## Uiterlijke kenmerken
Deze smaragdgroene skink bereikt een lichaamslengte van ongeveer 10 centimeter exclusief de staart. De staartlengte is echter minstens 150% ten opzichte van het lichaam. De soort is meestal makkelijk te herkennen aan de lange hals en de egaal heldere smaragdgroene kleur, zelfs op de buik waar de kleur slechts iets bleker is. Bij een aantal exemplaren is alleen de voorzijde van het lichaam groen en de achterzijde bruin en ook geheel bruine tot grijze of blauwachtige dieren komen voor. Deze hebben vaak een tekening van kleine donkere en lichte vlekjes, zodat het lijkt alsof de hagedis is bestrooid met peper en zout.
De skink heeft gladde schubben, de poten staan enigszins van elkaar af. De kop is schoffelachtig afgeplat. De gehooropeningen zijn vrij klein. Het dier is slank en lenig en heeft goed ontwikkelde klauwen aan de vingers en tenen. Aan de onderzijde van de tenen zijn kleine plaatjes aanwezig die dienen om beter te klimmen.

## Levenswijze
De smaragdskink leeft als uitzondering op de meeste skinken in bomen en hoge struiken, het is een goede klimmer. De skink leeft op enige hoogte waar gejaagd wordt op prooien zoals insecten en andere kleine ongewervelden. Ook eieren van reptielen en kleine hagedissen worden gegeten. Een deel van het menu bestaat uit plantaardig materiaal zoals fruit. De mannetjes zijn territoriaal en zijn erg agressief naar soortgenoten.
Bij verstoring klimt de smaragdskink eerst hoger in de boom waarin het dier zich bevindt. Als de bedreiging aanhoudt klimt de hagedis in de kruin van de boom tussen de bladeren waar het door de groene kleur nagenoeg onzichtbaar is. Als de skink wordt beetgepakt kan het de staart afwerpen. Dit wordt wel caudale autotomie genoemd, de staart groeit na verloop van tijd weer aan.
De vrouwtjes zetten eieren af, steeds twee per keer maar ze produceren meerdere legsels achter elkaar. De eieren hebben een doorsnede van ongeveer een centimeter en worden onder boomschors gedeponeerd.

## Naamgeving en indeling

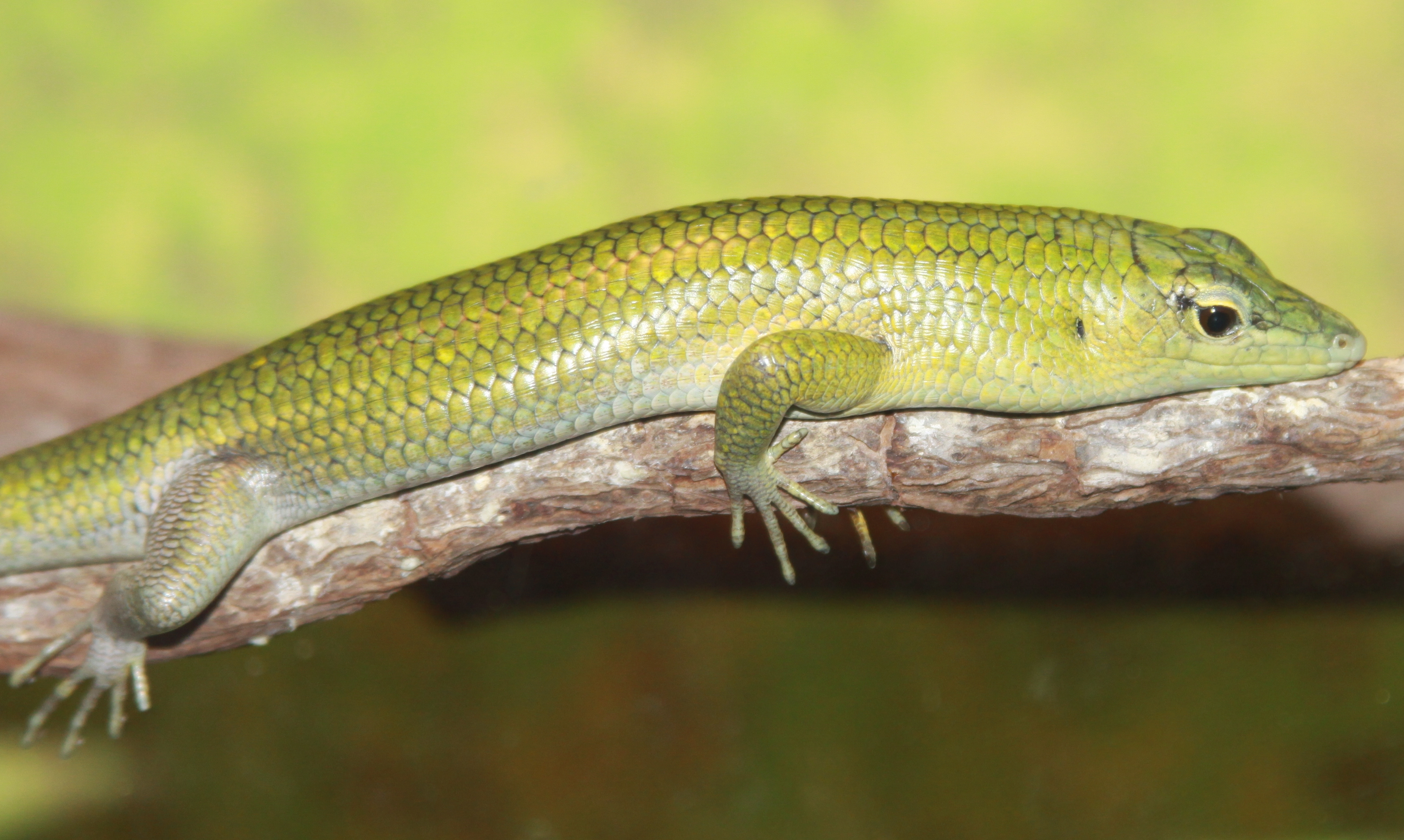
De schubben zijn meestal egaal groen en glad.

De wetenschappelijke naam van de skink werd voor het eerst voorgesteld door René Primevère Lesson in 1826. Oorspronkelijk werd de naam Hinulia (Keneuxia) smaragdina gebruikt. Een andere naam is ook wel emerald boomskink, naar de Engelse naam. Omdat de soort lange tijd tot het niet meer erkende geslacht Dasia werd gerekend, wordt de oude naam in de literatuur nog veel gebruikt.

### Ondersoorten
Van de skink zijn de volgende ondersoorten bekend, met de auteur en het verspreidingsgebied.
| Naam                                | Auteur         | Verspreidingsgebied                 |
| ----------------------------------- | -------------- | ----------------------------------- |
| Lamprolepis smaragdina acutirostre  | Oudemans, 1894 | ?                                   |
| Lamprolepis smaragdina moluccarum   | Barbour, 1911  | Indonesië (Halmahera)               |
| Lamprolepis smaragdina philippinica | Mertens, 1929  | Filipijnen                          |
| Lamprolepis smaragdina smaragdina   | Lesson, 1826   | De rest van het verspreidingsgebied |
| Lamprolepis smaragdina viridipuncta | Lesson, 1830   | Palau, Carolinen, Marshalleilanden  |